# Johann Heinrich Oberteufer
Johann Heinrich Oberteufer (* 20. Januar 1779 in Herisau; † 20. Januar 1841 ebenda; heimatberechtigt in Herisau) war ein Schweizer Arzt und Politiker aus dem Kanton Appenzell Ausserrhoden.

## Leben
Johann Heinrich Oberteufer war ein Sohn von Johann Georg Oberteufer. Im Jahr 1798 heiratete er Anna Magdalena Keller, Tochter von Johannes Keller, Ratsherr, von Speicher.
Er absolvierte ein Medizinstudium in Jena. Im Jahr 1800 erwarb er den Doktor in Medizin. Er war Arzt in Herisau. Als begeisterter Anhänger der Helvetischen Republik wurde Oberteufer Feldarzt bei den helvetischen Truppen und Einnehmer des Distriktes Herisau. Er galt als streng und unbeliebt. Er präsidierte die radikale patriotische Gesellschaft in Herisau. Bald nach ihrer Gründung 1799 musste sie wegen verschiedener Händel wieder aufgelöst werden. Von 1799 bis 1802 gehörte er dem Erziehungsrat des Kantons Säntis an. Ab 1803 wirkte Oberteufer als Arzt in Wattwil. Dort behandelte er insbesondere so genannte Gemütskranke. 1826 richtete er das Kurgebäude Rosengarten als Bade- und Molkenkuranstalt ein. 1831 geriet er in finanzielle Not und beendete sein Leben im Armenhaus in Herisau.